# سیمونه پارودی
سیمونه پارودی (به انگلیسی: Simone Parodi) بازیکن والیبال اهل ایتالیا عضو تیم ملی ایتالیا است.